# La Nuit du tigre
La Nuit du tigre (titre original : The Night of the Tiger) est une nouvelle de Stephen King publiée pour la première fois en 1978 dans le mensuel américain The Magazine of Fantasy & Science Fiction. À ce jour[Quand ?], elle ne fait partie d'aucun recueil de l'auteur.

## Résumé
Un employé de cirque raconte l'histoire de monsieur Indrasil, un dresseur de fauves extrêmement colérique qui ne redoute que deux choses : le seul tigre du cirque et monsieur Legere, un homme mystérieux qui suit le cirque dans tous ses déplacements.

## Genèse
La nouvelle a été publiée initialement dans le numéro de février 1978 du magazine The Magazine of Fantasy & Science Fiction. 